# Islandia en el Festival de la Canción de Eurovisión 1994
Islandia participó en el Festival de la Canción de Eurovisión 1994 en Dublín, Irlanda, con la canción "Nætur", interpretada por Sigga, compuesta por Friðrik Karlsson y escrita por Stefán Hílmarsson. La representante islandesa fue escogida por medio del Söngvakeppni Sjónvarpsins 1994, organizado por la RÚV. Islandia obtuvo el 12.º puesto el sábado 30 de abril de 1994.

## Antes de Eurovisión
El Söngvakeppni Sjónvarpsins 1994 consistió en una final y fue ganada por Sigga. Por lo tanto, se le permitió representar a Islandia en el Festival de la Canción de Eurovisión de ese año, con la canción "Nætur". 
| # | Artista                                       | Canción       | Puesto |
| - | --------------------------------------------- | ------------- | ------ |
| 1 | Sigrún Eva Ármannsdóttir                      | "Nætur"       | 1      |
| 2 | Þóranna Jónbjörnsdóttir & Elvar Aðalsteinsson | "Indæla jörð" | -      |
| 3 | Anna Mjöll Ólafsdóttir                        | "Stopp"       | -      |

## En Eurovisión
En el Festival de la Canción de Eurovisión, Islandia tuvo que competir en quinto lugar, después de Chipre y antes del Reino Unido. Al final de las votaciones resultó que Sigga había terminado en duodécimo lugar con 49 puntos.

### Puntos otorgados a Islandia
| Final     | Final               | Final                                   | Final    | Final                            |
| 12 puntos | 10 puntos           | 8 puntos                                | 7 puntos | 6 puntos                         |
| --------- | ------------------- | --------------------------------------- | -------- | -------------------------------- |
|           |                     | - Suecia                                |          | - España - Irlanda - Reino Unido |
| 5 puntos  | 4 puntos            | 3 puntos                                | 2 puntos | 1 punto                          |
|           | - Francia - Polonia | - Austria - Lituania - Portugal - Suiza |          | - Eslovaquia - Finlandia - Rusia |

### Puntos otorgados por Islandia
| Final     | Final    |
| --------- | -------- |
| 12 puntos | Irlanda  |
| 10 puntos | Hungría  |
| 8 puntos  | Portugal |
| 7 puntos  | Alemania |
| 6 puntos  | Polonia  |
| 5 puntos  | Francia  |
| 4 puntos  | Rusia    |
| 3 puntos  | Chipre   |
| 2 puntos  | Suecia   |
| 1 punto   | Noruega  |